# Hüsker Dü
Hüsker Dü  je bio američki rock sastav, osnovan 1979. godine u Saint Paulu. Članovi benda bili su Grant Hart (bubnjevi), Bob Mould (gitara) te Grant Norton (bas).
U početku je Hüsker Dü svirao vrlo brz hardcore punk, koji se s godinama nijansirao. Sredinom 80-ih sastav je bio jedan od najutjecajnijih alternativnih rock sastava sa svojim karakterističnim zvukom. Njihova glazba je nadahnula čitav niz indie sastava poput Nirvane i Pixies. Raspad sastava slijedi poslije izdanja albuma Warehouse: Songs and Stories 1987. godine. Uzrok raspada bile su nesuglasice između Moulda i Harta. Njih su se dvojica nastavili baviti glazbom dok je Norton otvorio restoran i svira samo ponekad.

### Albumi
- Land Speed Record (1982.)
- Everything Falls Apart (1983.)
- Metal Circus (EP) (1983.)
- Zen Arcade (1984.)
- New Day Rising (1985.)
- Flip Your Wig (1985.)
- Candy Apple Grey (1986.)
- Warehouse: Songs and Stories (1987.)